# Дакшина
Да́кшина (IAST: dakṣiṇā — от daksa, правый) — в ведийской религии термин, обозначающий плату-вознаграждение, которая давалась жрецу за его услуги тем, кто заказал жертвоприношение. Первоначально состояла из коровы («Каттьяяна-шраута-сутра», «Латьяяна-шраута-сутра»). Возможно, поэтому этот же термин применяется в «Ригведе» для коровы, способной давать молоко и рождать.
Дакшина персонифицирована как богиня вместе с Брахманаспати, Индрой и Сомой в ригведийских гимнах (РВ I, 18, 5; X, 103, 8).
По анукрамани Дакшина иногда называется дочерью Праджапати и выступает как автор одного из гимнов Ригведы (РВ X, 107). В этом гимне она тесно связана с богиней зари Ушас, так как жертвоприношения обычно совершались на рассвете. В позднейшей литературе — в «Ману-смрити» и «Рамаяне» — термин приобретает более общий смысл благодарности или подарка.
Академик Б. Смирнов связывал со словом «дакшина» слово «бакшиш», распространённое на Востоке (в иранском, тюркских и др. языках) — «подарок», «взятка».